# Inga alatocarpa
Inga alatocarpa är en ärtväxtart som beskrevs av T.S.Elias. Inga alatocarpa ingår i släktet Inga och familjen ärtväxter. Inga underarter finns listade i Catalogue of Life.